# Guarda Panteri
A Brigada de Guarda Especial "Panteri" (em sérvio: Специјалне бригаде Гарде "Пантери", em bósnio e croata: Specijalne Brigade Garde "Panteri") foi uma unidade de operações especiais do Exército da Republika Srpska.

## Historia
A unidade foi criada no dia 02 de maio de 1992, como Guarda Nacional Sérvia da Provincia Autonoma da Semberska e Majevica (Национална гарда Српске аутономне области Семберија и Мајевица|Nacionalna garda Srpske autonomne oblasti Semberija i Majevica), na cidade de Bjeljina, a unidade fazia parte do 3º Corpo da VRS, que era a o corpo leste. A unidade foi criada para ser a unidade de operações especiais do 3º Corpo (que era responsável pelas operações na região de Sarajevo). 
A unidade mudou varias vezes de nome até o encerramento de suas operações. Ela já foi nomeada como 1ª Brigada de Guarda "Panteri", Brigada de Guarda "Panteri", 1ª Brigada Especial "Panteri", Brigada Especial "Panteri", 1ª Brigada de Infantaria Leve "Panteri" até assumir como Brigada de Guarda Especial "Panteri". 
A unidade era formada, em maioria, por voluntários vindos de Semberije, Posavina e Majevice, muitos deles, tinham experiencia de combate pela Guarda Brčko, que lutou nos corredores de Krajina e Posavina, essa mesma foi a célula-mater da Guarda Panteri.
A unidade se envolveu em vários combates a o longo da Guerra da Bósnia, os principais foram a Operação Koridor, em 1992, que resultou na tomada de Bosanska Posavina pelos sérvios. a Operação Smoluca 92' e a Operação Breza 94'. 
Após o fim da guerra, a unidade foi desmantelada